# 片岡武司
片岡 武司（かたおか たけし、1949年11月24日 - ）は、日本の政治家。元衆議院議員（3期）。

## 来歴・人物
愛知県名古屋市生まれ。名古屋市立白山中学校、中京高等学校（入学時は中京商業高等学校）卒業。高校時代は生徒会長を務め、弁論部に所属し弁論大会で優勝した経験を持つ。1972年に中京大学文学部心理学科卒業後、ユアサ石油販売に入社。
1978年、水平豊彦の第一秘書となる。また、自民党愛知県連青年部委員長を務める。
1986年5月23日、病気悪化を理由とする水平の次期衆院選出馬断念が表面化した。党は後継者を探し始め、元名古屋市長の杉戸清の次男の杉戸大作、元プロ野球選手など10人前後に接触したが、いずれも擁立に失敗した。このとき統一教会の信奉者の福田信之が、世界平和教授アカデミー中部支部幹事で愛知教育大学助教授の細野純子を推薦し、一度候補に挙がっている。同年6月2日、衆議院解散。6月5日、片岡は、議員会館の水平の事務所で党県連会長の江﨑真澄と水平の妻と会談。片岡の擁立が決定した。6月18日、水平が急死。7月6日に行われた総選挙に旧愛知6区から自民党公認で立候補し初当選した。無所属で立候補した細野純子は最下位で落選した。
1992年12月発足の宮澤改造内閣で自治政務次官を務めた。1993年、3期目の当選を果たす。
1996年の総選挙では愛知3区から立候補したが、新進党公認の吉田幸弘に敗れて落選。2000年の総選挙でも落選した。2020年春の叙勲で、旭日中綬章を受章した。
俳優の舘ひろしとは中学時代の同級生である。